# Heleophryne
Heleophryne – rodzaj płazów bezogonowych z rodziny straszakowatych (Heleophrynidae).

## Zasięg występowania
Rodzaj obejmuje gatunki występujące w górzystych obszarach Prowincji Przylądkowej Wschodniej i Zachodniej w Południowej Afryce.

## Systematyka

### Etymologia
Heleophryne: gr. ἑλος helos, ἑλεος heleos „błonie, wilgotna łąka”; φρυνη phrunē, φρυνης phrunēs „ropucha”.

### Podział systematyczny
Do rodzaju należą następujące gatunki:
- Heleophryne depressa FitzSimons, 1946
- Heleophryne hewitti Boycott, 1988
- Heleophryne orientalis FitzSimons, 1946
- Heleophryne purcelli W.L. Sclater, 1898
- Heleophryne regis Hewitt, 1910
- Heleophryne rosei Hewitt, 1925 – straszak kapsztadzki[6]